# Uelzen (Unna)
Uelzen ist eines der alten Hellwegdörfer am Nordabhang des Haarstrangs in Westfalen und seit dem 1. Januar 1968 zusammen mit Mühlhausen eine Ortschaft der Kreisstadt Unna. Uelzen hat fast 1800 Einwohner.
Der Ort hat eine vorteilhafte Grenzlage in den fruchtbaren Hellwegbörden zwischen Tiefland und Mittelgebirge am östlichen Rand des Ruhrgebiets. Seine Besonderheit sind die vielen Quellen und die damit verbundene artenreiche Natur. Anfang 2015 hatte Uelzen 1770 Einwohner. Seit dem 1. August 2016 hat Uelzen seinen eigenen Bürgermeister.

## Lage und Landschaft
Die Gemarkung von Uelzen umfasst 493 Hektar und liegt zwischen 135 und 68 m hoch, die Ortsmitte bei 80 m. Durch ihre Lage zwischen Tiefland und Mittelgebirge ist sie besonders vielfältig und attraktiv. Sie erstreckt sich über drei naturräumliche Einheiten: Unterer Hellweg (nördlich des Dorfkerns), Oberer Hellweg und Haarstrang. Das Gebiet an den Hängen des Haarstrangs ist der Obere Hellweg, wo sehr fruchtbare Lössböden mit bis zu 80 Bodenpunkten (von 100 möglichen) liegen. Im Süden der Gemarkung, etwa auf der Höhe des Haarstrangs, verläuft eine der großen geographischen Grenzlinien Mitteleuropas: nach Süden die Hügel des Sauerlandes als Teil des Rheinischen Schiefergebirges, nach Norden die Westfälische Bucht als Teil des Nordmitteleuropäischen Tieflandes. Vom Hang des Haarstrangs hat man einen beeindruckenden Blick ins nördliche Ruhrgebiet.
Überall unter Uelzen befindet sich Kohle. Sie ist nur zu einem kleinen Teil abgebaut worden. Grund dafür sind vor allem die geringe Mächtigkeit und die steile Lage der Flöze mit vielen Verwerfungen.
Südlich der B 1 erstreckt sich der 1970 bis 1983 errichtete Industriepark Unna mit einer Größe von 113 Hektar, der zu einem großen Teil auf Uelzener Gebiet liegt. In den letzten Jahren wurde nach Osten hin und damit vollständig auf Uelzener Gebiet mit der Errichtung des Industrieparks Unna/Ost begonnen, der nach dem neuesten Flächennutzungsplan noch nach Süden und Osten erweitert werden soll.

## Geschichte

### Entstehung
Der Ort wird erstmals als Ulfersne in einer Urkunde des Klosters Fröndenberg aus dem Jahre 1249 erwähnt, in der es um die Zahlung des Zehnten in Uelzen ging. Der Name taucht dann während der folgenden 100 Jahre in 15 Urkunden in unterschiedlichen Formen auf: sechsmal als Ulfersne, viermal als Ulfershem, zweimal als Ulfersen, und je einmal als Ulferscen, Ulfersene und Ulversche. Die Bedeutung des Namens ist nicht klar. Manches spricht dafür, dass er als Siedlung (sen = husun = häuser) oder Haus (hem = heim) eines Mannes namens Ulf oder Wolf zu deuten ist. Übereinstimmung dürfte darüber bestehen, dass der Name einige Jahrhunderte älter ist und die Ansiedlung spätestens bereits im 9. Jahrhundert entstand. Sie könnte aber auch erheblich älter sein. Dafür sprechen vor allem die ideale Siedlungslage an den fruchtbaren, quellenreichen Hängen des „uralten“ Hellwegs und die vielen Bodenfunde in der Umgebung, die auf eine frühe dichte Besiedlung hinweisen. Archäologische Grabungen vom Februar 2015 im Süden Uelzens, im heutigen Indu-Park, lassen vermuten, dass dort schon um 4000 v. Chr. eine Ansiedlung bestand.
Die Schreibung des Ortsnamens schwankte bis in die jüngere Zeit zwischen Ü und Ue; erst 1961 wurde vom Gemeinderat die Schreibweise mit Ue festgelegt. Es gibt noch ein zweites Uelzen in Deutschland, nämlich die Kreisstadt Uelzen in der Lüneburger Heide. Auch dort schwankte früher die Schreibung zwischen Ü und Ue.

### Zeittafel
1249: Erste urkundliche Erwähnung von Uelzen (als „Ulfersne“).
1278/79: Das Adelsgeschlecht von Uelzen („de Ulfershem“, später auch „van Ulfersne“) taucht urkundlich auf.
1343: Erste urkundliche Erwähnung des Rittergutes Haus Heyde.
1486: Das Schatzbuch der Grafschaft Mark nennt für „Ulffzen“ 11 Bauernhöfe.
1500: Die Stadt Unna besitzt bei Uelzen ein Siechenhaus für Leprakranke. In der Nähe steht der Galgen für den Gerichtsbezirk Unna.
1559: Einführung der Reformation.
1596–1601: Philipp Nicolai ist Pfarrer der evangelischen Kirchengemeinde Unna, zu der auch Uelzen gehört.
1609: Mit dem Tod des letzten Grafen von der Mark fällt Uelzen in der Folge an Brandenburg/Preußen.
1743: Der spätere Reitergeneral Christoph Friedrich Steffen von Plettenberg kauft Haus Heyde und macht es zu seinem Wohnsitz.
etwa 1770–1830: Das als Viehweide gemeinsam genutzte Gemeindeland – die Uelzener Heide – wird unter den Dorfbewohnern aufgeteilt.
19. Jahrhundert: Haus Heyde ist „der eigentliche Mittelpunkt“ der berühmten Familie von Bodelschwingh
1810: Uelzen hat 166 Einwohner in 23 Häusern.
1818: Der am Dorf vorbeiführende historische Hellweg wird durch die „Kunststraße“ (heutige B 1) ersetzt.
1828: Erste genaue Vermessung der Feldflur („Urkataster“).
1855: Als erste Eisenbahn wird die Linie Dortmund–Unna–Soest eröffnet. 1867, 1876 und 1899 folgen drei weitere Linien.
1907: Uelzen wird an die Wasserleitung des Ruhrwasserwerks in Fröndenberg-Langschede angeschlossen.
1907–1910: Flurbereinigung („Separation“) zur Zusammenlegung von zersplitterten Einzelgrundstücken. Das Wegenetz von Uelzen bekommt hierbei weitgehend seinen heutigen Verlauf.
1911: Uelzen wird an das Elektrizitätsnetz angeschlossen.
10. April 1945: Einmarsch der Amerikaner. Bei den Kämpfen werden vier Häuser stark beschädigt oder zerstört.
1. Januar 1968: Die bisher selbständige Landgemeinde (468 Einwohner) wird durch das Gesetz zur Neugliederung des Landkreises Unna ein Ortsteil der Stadt Unna.
1970: Inbetriebnahme des Autobahnteilstücks Unna–Soest.
1997: Festsetzung des knapp 200 Hektar großen Naturschutzgebietes Uelzener Heide/Mühlhauser Mark.
24. November 2002: Im neuen Wohnpark Uelzen, der für etwa 180 Wohneinheiten ausgelegt ist, wird das erste Haus bezogen.
1. August 2016: Uelzen bekommt einen eigenen Bürgermeister

### Einwohnerentwicklung
| Jahr | Einwohner |
| ---- | --------- |
| 1849 | 0267      |
| 1910 | 0415      |
| 1931 | 0393      |
| 1956 | 0588      |
| 1961 | 0480      |
| 1967 | 0437      |
| 1987 | 1128      |
| 2013 | 1768      |
| 2015 | 1785      |

### Historische Stätten

#### Gräberfeld
Etwa 1 km westlich des Uelzener Dorfkerns wurde 1934 auf Unnaer Gebiet am heutigen Aluminiumwerk ein Gräberfeld von insgesamt neun Gräbern mit zahlreichen Beigaben aus dem 6. oder 7. Jahrhundert entdeckt. Weitere Gräber scheinen noch im Boden zu ruhen. Woher die Toten kamen, ist unbekannt. Anscheinend waren sie fränkische Brukterer christlichen Glaubens. Auch dieses Gräberfeld stützt die Annahme, dass die umliegenden Orte wie Uelzen, Mühlhausen und Unna schon damals existierten.

#### Haus Heyde
Im Norden der Gemarkung lag Uelzens bedeutendste Stätte, das 1966 abgebrochene Wasserschloss Haus Heyde. Seit seiner ersten Erwähnung im Jahre 1343 war es Sitz von neun unterschiedlichen Adelsgeschlechtern, darunter die Sprenge, von Aldenbockum, von Ascheberg (Grabsteine noch in der Unnaer Stadtkirche), von Plettenberg und von Bodelschwingh, für die Heyde im 19. Jahrhundert „der eigentliche Mittelpunkt der Familie“ war. Bedeutende Männer und Frauen lebten hier, so Christoph Friedrich Steffen von Plettenberg, Generalleutnant im Dienste Friedrichs des Großen, seine Enkelin Friederike von Bodelschwingh (1768–1850), Mutter zweier preußischer Minister, nämlich Ernst (1794–1854) und Carl (1800–1876) von Bodelschwingh, der später Heyde erbte. Der berühmte „Vater Bodelschwingh“, der die v. Bodelschwinghschen Anstalten Bethel zu ihrer weltweiten Bedeutung brachte, war eng mit Heyde verbunden und heiratete dort 1861 seine Cousine Ida, eine der Töchter des Hauses.
1927 verkauften die Bodelschwinghs das Gut an die Stadt Kamen, die es verpachtete und 1966 abreißen ließ. Schon 1986 wurde der Kernbereich mit der beim Abbruch teilweise zugeschütteten Gräfte als Bodendenkmal unter Schutz gestellt. Zum eindrucksvollen Baumbestand dort (5 Bäume als Naturdenkmale geschützt) gehört auch der dickste Baum des Kreises Unna, eine 250 bis 300 Jahre alte Platane mit über 7,12 m Stammumfang (bei 130 cm Höhe gemessen). Inzwischen wurde festgestellt, dass sie auch die dickste Platane Westfalens und die zweitdickste von ganz Nordrhein-Westfalen ist.

#### Siechenhaus
Im Westen Uelzens am Hellweg lag im Bereich des heutigen Bahnübergangs an der Bahnlinie Unna–Hamm das erstmals im Jahre 1500 erwähnte Leprosen- oder Siechenhaus der Stadt Unna. Es diente dazu, den Aussatz einzudämmen, der neben der Pest im Mittelalter die gefürchtetste aller infektiösen Krankheiten war. Einer der Altäre der Siechenhauskapelle war dem heiligen Jakob geweiht, ein weiteres Indiz dafür, dass der Hellweg einstmals auch Pilgerstraße war. Anfang des 18. Jahrhunderts wurde in der Kapelle noch gepredigt. Die Reste des Bauwerks wurden 1816 zur Ausbesserung des Hellwegs verwendet.

#### Galgen
Das baumbestandene Flurstück westlich des Bahnübergangs an der Bahnlinie Unna–Werl nennt sich Am Galgen. Früher war hier am Hellweg die öffentliche Hinrichtungsstätte für das gesamte Amt Unna. Die erste bezeugte Hinrichtung erfolgte 1510, die letzte 1805, als der Mörder Christian Schulte gerädert wurde. Zur Erinnerung an die ehemalige Richtstätte stellte der Heimatverein Mühlhausen/Uelzen am 8. Mai 2014 etwas weiter östlich am geographischen Mittelpunkt Unnas eine über 2 m hohe Stele als Mahnmal gegen die Todesstrafe auf. Geschaffen wurde sie von dem Hammer Bildhauer Harald K. Müller H9.

#### Alte Höfe

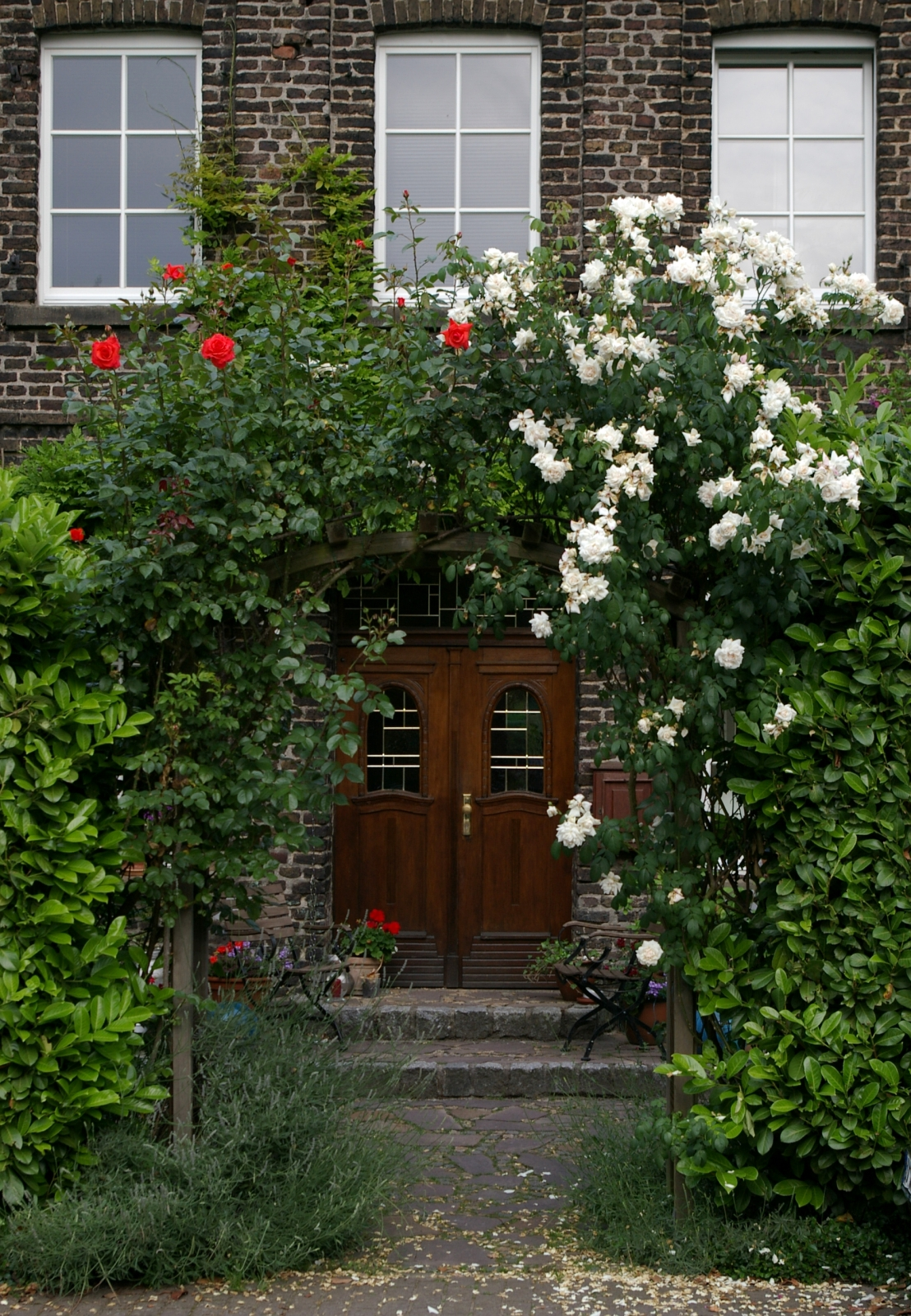
Altes Bauernhaus in Uelzen

Ganz im Westen der Gemarkung liegt als Einzelhof das Gut Schulze Höing, das schon 1291 als Gerichtsstätte für den Raum Unna bezeugt ist.
Südöstlich davon nahe dem heutigen Aluminiumwerk liegt ebenfalls allein in der Feldflur Höings Hof (heute Kayser), ein bereits im 13. Jahrhundert erwähntes „Behandigungsgut“ der Abtei (Essen-)Werden.
Den größten Grundbesitz im Dorf hatten zwei adlige Damenstifte, das Stift Fröndenberg mit vier großen Höfen und einer Anzahl weiterer Ländereien und das hochadlige Damenstift St. Cosmas und Damian in Essen mit drei großen Höfen. Vermutlich war einer der Höfe des Fröndenberger Stiftes, nämlich das Anwesen Schluckebier/Kortmann in der Dorfmitte früher einmal das „Schloss“ der Ritter von Uelzen.
Das große Fachwerkhaus auf der Südseite der B 1 ist der frühere Hof Voss, der 1542 als Vosshof erstmals in Erscheinung trat. Damals verkaufte der damalige Landesherr Wilhelm, Herzog von Kleve und Graf von der Mark, infolge Kriegsschulden alle seine Einkünfte aus dem Hof.

#### Denkmäler

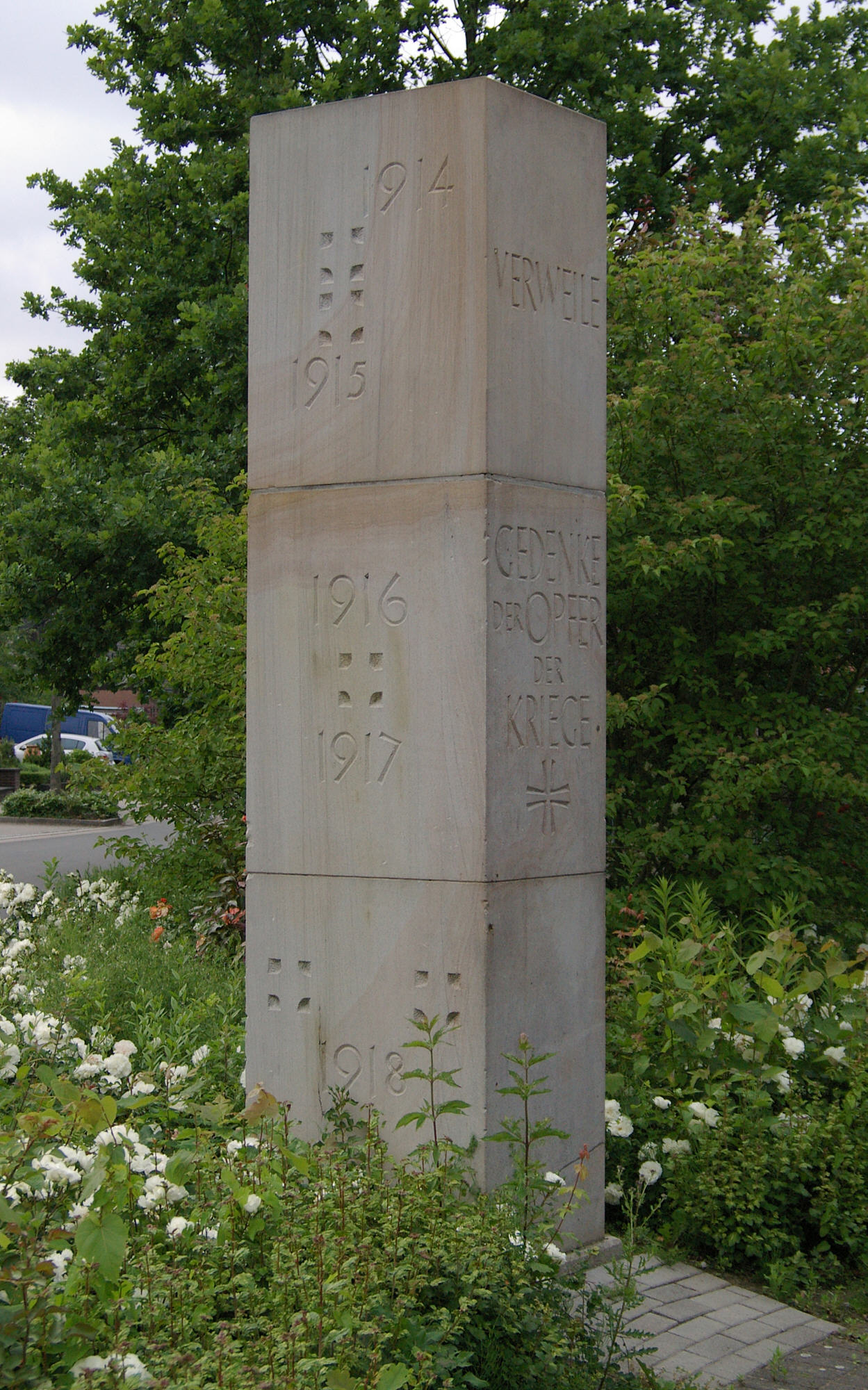
Mahnmal für die Opfer der Weltkriege

a) Geographischer Mittelpunkt Unnas mit mehreren Elementen: Der Mittelpunkt Unnas in den seit der Neuordnung vom 1. Januar 1968 bestehenden Grenzen  war 1999 auf Initiative der Seniorenzeitung Herbstblatt am Fahrradweg südlich der Bahnlinie Unna–Werl ermittelt worden. Durch Zufall liegt dieser an einer ganz besonderen Stelle, nämlich am uralten Hellweg und mit weitem Blick in die Landschaft. Zur Kenntlichmachung des Mittelpunktes errichtete der Heimatverein Mühlhausen/Uelzen 1999 zum 750-jährigen Jubiläum von Uelzen ein so genanntes „dreibeiniges Tafelsignal“ nach historischem Muster mit Info-Kasten und Orientierungstafel. Laut der Lecoqschen Karte von 1805 stand ganz in der Nähe auch ein Kreuz, etwas weiter westlich der Galgen Unnas. Zur Erinnerung an dieses Kreuz wurden am 20. Juni 2009 von den zuständigen Kirchengemeinden und dem Heimatverein am Mittelpunkt ein großes Kreuz aus Edelstahl und eine Info-Tafel mit Gebeten aufgestellt. Am 17. März 2010 pflanzte der Heimatverein beim Kreuz eine Flatterulme, um diesem früher in der Region verbreiteten Baum, der aber weitgehend dem Ulmensterben zum Opfer fiel, wieder einen Platz zu geben. Weiterhin verläuft hier entlang der Bahnstrecke Dortmund–Soest auf der Trasse des historischen Hellwegs der Jakobsweg nach Santiago de Compostela in Spanien, der Mitte 2010 neu ausgeschildert wurde. An den drei Stellen, an denen der Pilgerweg bedingt durch den Bau der Eisenbahn im Jahre 1850 abknickt, stellte der Heimatverein 2011 jeweils einen großen Naturstein als Wegezeichen mit der gelben Pilgermuschel auf, geschaffen von der Unnaer Keramik-Künstlerin Gisela Lücke.  Am 8. Mai 2014 errichtete der Heimatverein die oben beim Galgen erwähnte Stele zur Erinnerung an die wenig weiter westlich befindliche ehemalige Richtstätte des Amtes Unna.  
b) Ein Denkmal für die Opfer des Ersten und Zweiten Weltkrieges steht seit 2005 in einem Rondell an der Schwertlacke. Es war 1965 eingeweiht worden und stand bis dahin an der Osterfeldschule in Mühlhausen, wo es einem Anbau für die Offene Ganztagsgrundschule weichen musste.
c) Ein steinernes Ehewappen aus dem Jahre 1661 für Philipp Henrich von Ascheberg und seine Frau. Links das Wappen der Familie von Ascheberg auf Haus Heyde, rechts das der Familie von Werminghaus. Der Stein war 2004 unter rätselhaften Umständen auf Haus Heeren gefunden und von dem Besitzer Freiherr Jobst Henrich von Plettenberg dem Heimatverein Mühlhausen/Uelzen geschenkt worden. Dieser fasste den Stein ein und stellte ihn 2008 am Von-Ascheberg-Weg auf.

## Verkehr
Uelzen ist von einem dichten überörtlichen Verkehrsnetz durchzogen. Der Hellweg, der südlich am Dorfkern vorbeiführt, war ehemals einer der bedeutendsten Verkehrswege Europas. Er dürfte schon um Christi Geburt als Fernverkehrsstraße existiert haben. Karl der Große baute ihn ab 775/776 aus. Kaiser, Könige, Soldaten und vor allem viele Kaufleute mit ihren Wagen zogen hier vorbei. Im Mittelalter war er Teil des weitverzweigten Jakobsweges nach Santiago de Compostela in Spanien. 1818 wurde die ausgefahrene, häufig morastige Trasse durch eine nahezu parallel verlaufende „Kunststraße“ ersetzt, nämlich eine Straße mit festem Untergrund, die heutige B 1. Anschließend sank der Hellweg zum Feldweg herab. Später nannte sich die neue Verkehrsverbindung Provinzialstraße. 1936 wurde sie Teil der Reichsstraße 1, die von Aachen bis Königsberg in Ostpreußen reichte. Parallel dazu südlich der B 1 wurde 1970 das betreffende Teilstück der Autobahn Dortmund–Kassel (A 44) in Betrieb genommen. Im Übrigen ist das Straßennetz weitestgehend zu einer Zeit entstanden, als es noch keinen motorisierten Verkehr gab. Insbesondere für den heutigen Schwerlastverkehr ist es nicht geeignet.

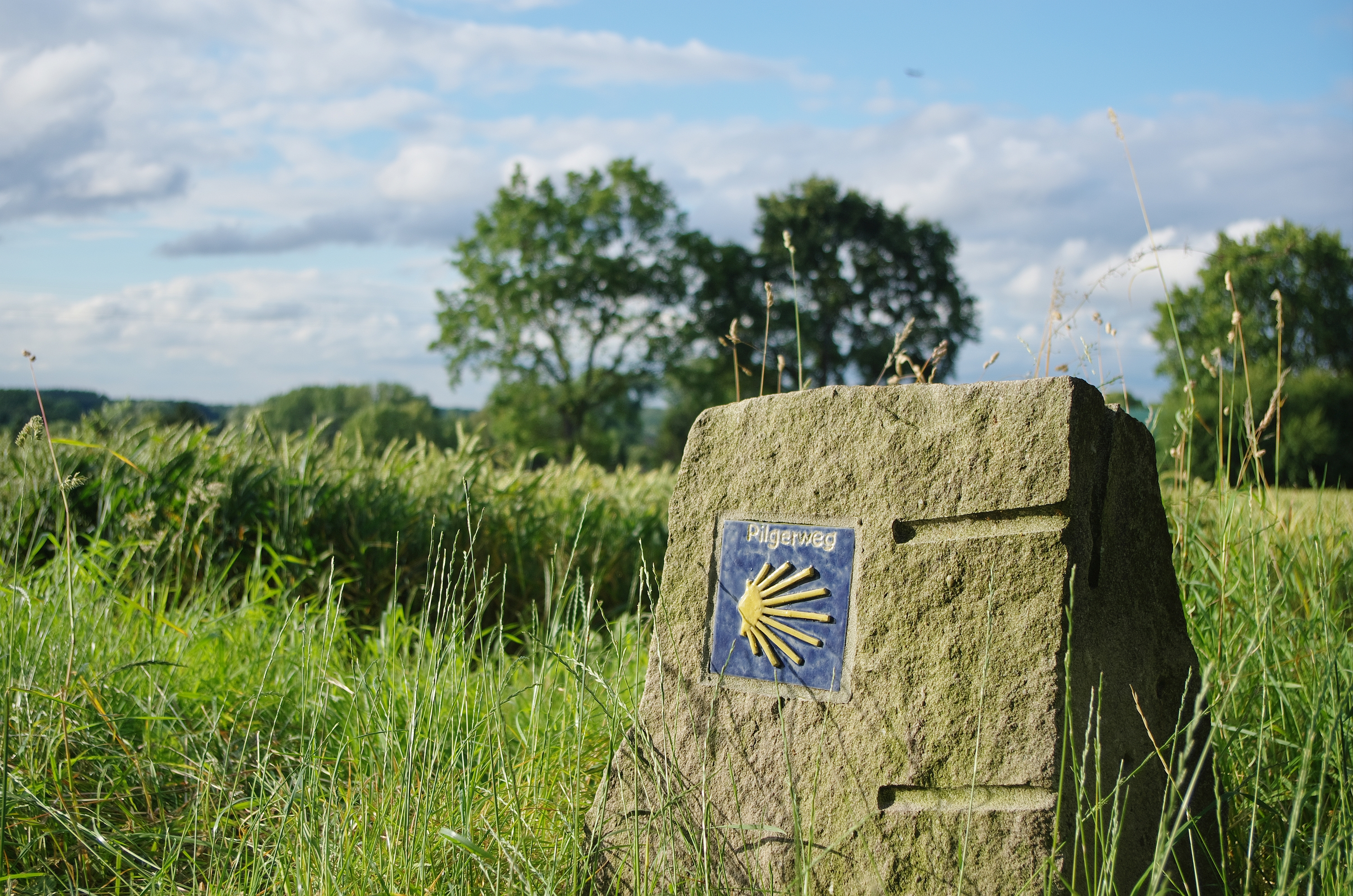
Markierung des Jakobswegs zwischen Uelzen und Mühlhausen

Am 24. März 2010 wurde die Trasse des historischen Hellwegs von der Altertumskommission für Westfalen, einer wissenschaftlichen Institution des Landschaftsverbandes Westfalen-Lippe (LWL), als Teil des westfälischen Jakobsweges von Höxter an der Weser nach Dortmund eröffnet und wird mit der gelben Muschel auf blauem Grund als Pilgerzeichen ausgeschildert.
Vier Eisenbahnlinien wurden durch die Uelzener Gemarkung gelegt. 1855 wurde parallel zum Hellweg die Dortmund-Soester Eisenbahn in Betrieb genommen, später Hellweg-Eisenbahn genannt. Seit 1970 ist die Strecke elektrifiziert. Durch den Bau der Bahnlinie wurde die ursprüngliche Trasse des Hellwegs etwas nach Süden verschwenkt und führt seitdem an der Südseite des Bahndamms entlang. 1867 wurde im Westen Uelzens die Bahnstrecke Hagen–Hamm als Bergisch-Märkische Eisenbahn in Betrieb genommen. Es folgte 1876 im Norden die Bahnstrecke Welver–Sterkrade. Sie wurde 1968 stillgelegt und zu einem Wanderweg hergerichtet. 1899 ging als letzte Strecke die Bahnstrecke Fröndenberg–Unna in Betrieb.

## Kirche, Schule

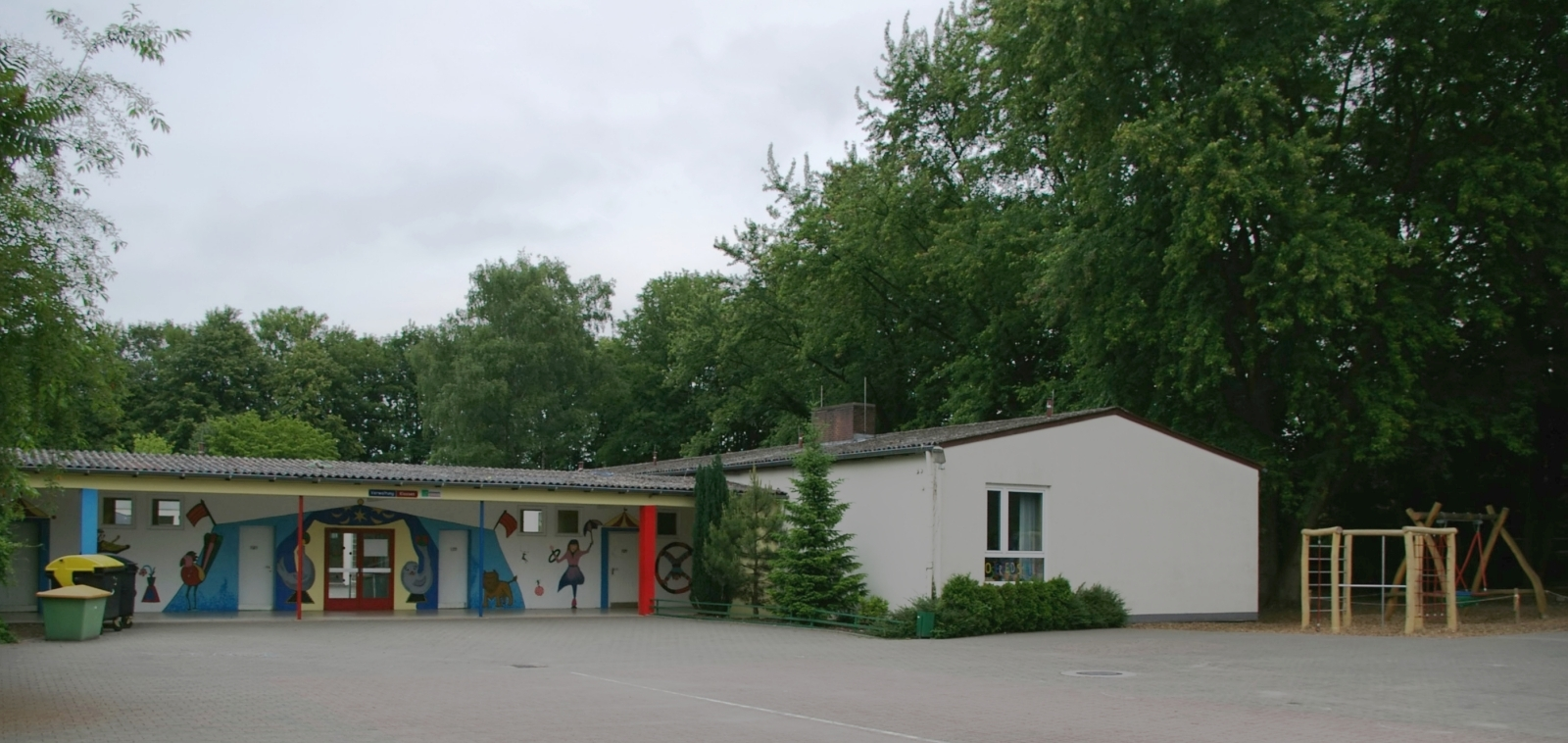
Osterfeldschule in Uelzen

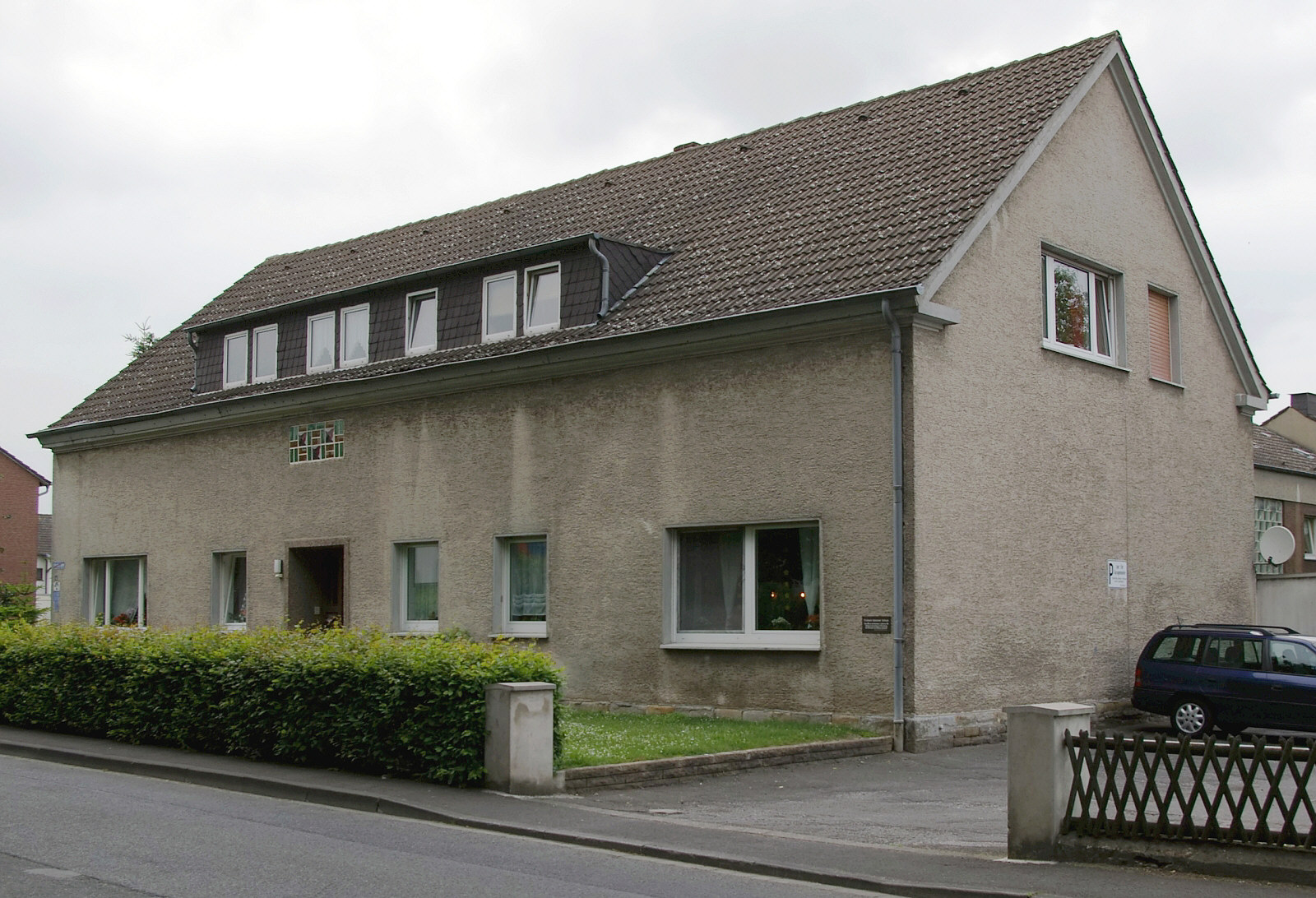
Frühere Uelzener Schule

Eine eigene Kirche und einen eigenen Friedhof hat Uelzen nie gehabt. Es gehörte bis 1976 zur evangelischen Kirchengemeinde Unna, danach zur östlich gelegenen evangelischen Kirchengemeinde Lünern, die sich 2003 mit Hemmerde zur „Evangelischen Gemeinde Hemmerde-Lünern“ zusammenschloss. Seit 1979 besitzt Uelzen zusammen mit dem östlich angrenzenden Ortsteil Mühlhausen in der Osterfeldstraße ein evangelisches Gemeindehaus, das Philipp-Nicolai-Haus. Es ist benannt nach Philipp Nicolai, der von 1596 bis 1601 Pfarrer an der Unnaer Stadtkirche war und dort sein bedeutendstes Werk, den Freudenspiegel des ewigen Lebens mit den bekannten Liedern Wie schön leuchtet der Morgenstern und Wachet auf, ruft uns die Stimme schrieb. Es ist Ende 2015 verkauft worden. Nach Umbau und Errichtung von Wohnungen wird in Zukunft ein Teil des Gebäudes der Gemeinde wieder zur Verfügung stehen. Die Katholiken Uelzens gehören zur katholischen Pfarrgemeinde Unna. Die Konfessionen teilen sich heute (Anfang 2006) folgendermaßen auf: Protestanten 45 %, Katholiken 27 %, Sonstige 28 %. 1885 war Uelzen zu 77 % evangelisch und zu 22 % katholisch.
In der Osterfeldstraße steht auch die 1964 von Mühlhausen und Uelzen gemeinsam errichtete Volksschule. Heute fungiert sie als Grundschule (Herbst 2015: 140 Schüler, 9 Lehrer) mit jahrgangsübergreifender Schuleingangsphase, seit 2004 auch in Form der Offenen Ganztagsgrundschule, für die ein Anbau errichtet wurde.
Vorher hatte Uelzen drei Schulgebäude, eines ist noch vorhanden. Es wurde 1860 mit Lehrerwohnung erbaut und dient heute als Wohnhaus (Uelzener Dorfstraße 43).
Neben der heutigen Schule steht in der Osterfeldstraße der 1978 fertiggestellte und 1993 erweiterte Kindergarten Vorstadtstrolche, inzwischen weiter entwickelt zum Familienzentrum mit gut 100 Kindern in fünf Gruppen (Anfang 2015), davon etwa 20 in der Tagesstätte.

## Vereine
Uelzen ist durch ein reges Vereinsleben eng verbunden mit dem östlich angrenzenden Mühlhausen. Die Presse spricht häufig von beiden als dem „Doppeldorf“. Die vielen örtlichen Vereine und Organisationen – rund 20 – erstrecken sich nämlich jeweils auf beide Dörfer. Bis zu Beginn des 20. Jahrhunderts hatte Uelzen immer nur etwa halb so viele Einwohner wie Mühlhausen. Dann wuchs Uelzen stärker und ist seit Anfang 2006 durch ein Neubaugebiet sogar größer als Mühlhausen (Anfang 2010: Uelzen 1821 Einwohner, Mühlhausen 1431).
Obwohl das Doppeldorf erstmals Anfang 2005 die Dreitausender-Marke knapp überschritt (Anfang 2009: 3301) und die Vereine entsprechend klein sind, waren einige außergewöhnlich erfolgreich: So spielt der 1949 gegründete Spiel- und Sportverein Mühlhausen-Uelzen (SSV) schon seit 1980 in der Fußball-Landesliga, von 1981 bis 1985 sogar in der Verbandsliga und dies wieder seit Mai 2008, jetzt Westfalenliga genannt. Er ist auch bekannt für seine breite und erfolgreiche Kinder- und Jugendarbeit („Internationale Mühlbachturniere“; C-Junioren wurden 2005/6 Kreismeister mit 26 Siegen in 26 Spielen bei 222:10 Toren). Der 1910 gegründete Turnverein Mühlhausen-Ülzen (TV) hat heute seinen Schwerpunkt im Kinder- und Jugendsport (über 50 % der Mitglieder); seine Damen-Völkerball-Mannschaft war dreimal Deutscher Turnfestmeister. Von der Kyffhäuserkameradschaft Mühlhausen-Uelzen wurde Gerda Altenstein 1988 und 1991 Einzelsiegerin im Bundesschießen mit dem Luftgewehr. Der 1867 gegründete „Sängerbund“ kann auf zahlreiche gefeierte Konzerte zurückblicken, auch überregional und international, einige mit den drei „German Tenors“. Der 1985 gegründete Verein für Heimat- und Natur Mühlhausen/Uelzen arbeitete in zahlreichen Veröffentlichungen die Vergangenheit des Doppeldorfes auf und machte Unna durch seine Aktivitäten im Naturschutz überregional bekannt. 1997 verlieh ihm die Evangelische Kirche von Westfalen den „Förderpreis Konziliarer Prozeß“ für seine „beispielhafte Arbeit zur Bewahrung der Schöpfung“. 2005 erhielt er den „Herbert-Tegenthoff-Preis“ der FDP Unna für hervorragendes bürgerschaftliches Engagement.

## Natur und Naturschutz
Nahezu einzigartig im Lande sind die Gemarkungen von Uelzen und Mühlhausen durch die vielen Quellen, die dort am Fuß des Haarstrangs entspringen. Daher auch ihr anderer Beiname „Quellendörfer“. Nach Paderborn, dem Quellgebiet der Pader, dürften sie das Gebiet mit den meisten Quellen in Nordrhein-Westfalen sein; es sind etwa 40. Sieben Bäche durchqueren oder begrenzen ihre Feldflur: Mühlbach, Storksbach (mit einem Nord- und Südarm) Ahlbach, Kortelbach, Höinger Bach, Lünerner Bach und Kessebürener Bach. Vor allem wegen dieses Wasserreichtums und der dadurch bedingten Feuchtgebiete wurde 1997 das Naturschutzgebiet „Uelzener Heide – Mühlhauser Mark“ in der Größe von knapp 200 Hektar errichtet. Schon 1989 war als erstes Naturschutzgebiet auf Unnaer Boden das „Quell- und Feuchtgebiet Mühlhausen“ mit 16 Hektar festgesetzt worden. Am 23. September 2008 wurde der Landschaftsplan „Unna“, der die Verbesserung von Landschaft und Natur zum Ziel hat, einstimmig vom Kreistag verabschiedet. In Mühlhausen/Uelzen wurden schon im Vorgriff hierauf eine Anzahl Maßnahmen umgesetzt.

### Landkauf
Der Heimatverein Mühlhausen/Uelzen zusammen mit dem NABU (Naturschutzbund Deutschland) Kreis Unna erwarb im Bereich der beiden Dörfer mit Hilfe vieler Spenden 14 Grundstücke von insgesamt über 23 Hektar und richtete sie für den Naturschutz her; zusätzlich wurden Flächen angepachtet. Hierauf wurden über 2,5 km Feldhecken gepflanzt, sechs größere Naturteiche geschaffen und fast 600 m verrohrte Quellen wieder freigelegt. Auch der Regionalverband Ruhr, der Kreis Unna und die Stadt Unna kauften Flächen für die Natur. Zusammen mit der Stadt Unna wurden Wegränder bepflanzt. Die Landschaft dort, deren natürliche Erholungseignung noch 1973 von Landschaftsplanern als sehr gering eingestuft wurde, hat sich hierdurch nachhaltig zum Positiven verändert und gehört heute zu den schönsten in Unna. Schon 1992 erhielten die beiden Dörfer beim Wettbewerb „Unser Dorf soll schöner werden“ je einen Sonderpreis für die Leistungen im Natur- und Landschaftsschutz.

### Laubfrösche
Inzwischen hat dort der in Nordrhein-Westfalen (NRW) „stark gefährdete“ Laubfrosch seine größte Population im Kreis Unna; 2004 wurden 550 rufende Männchen gezählt. Es ist eines der großen Vorkommen von ganz NRW. Auch die Erdkröte weist dort, vor allem dank der über 20-jährigen Aktivitäten der „Krötenschutzgruppe“ der Volkshochschule Unna, erhebliche Bestandszahlen auf: 1995 wurden am stillgelegten Bahndamm etwa 2,5 km nordöstlich von Mühlhausen 7224 Exemplare gezählt. Danach gingen die Zahlen zurück; dafür fand man an anderen Stellen mehr.
Der seltene Kammmolch ist häufig anzutreffen. Im Quellgebiet von Mühlhausen/Uelzen befindet sich der größte Schilfbestand im Kreis Unna und darüber hinaus das größte Vorkommen der essbaren Brunnenkresse (Nasturtium sterile) von ganz Westfalen.

### Tag der Weide
Eine der meistbeachteten Naturschutzaktivitäten ist der „Tag der Weide“, der seit 1980 am 1. Samstag im Jahr stattfindet und dem Erhalt der Weidenbäume dient. Damit sie nicht auseinanderbrechen, werden sie alle vier bis sechs Jahre „geschneitelt“ (= gestutzt). Daneben sind in den letzten 20 Jahren über 400 Weiden in Mühlhausen/Uelzen neu gepflanzt worden.
Sieben alte Bäume unterschiedlicher Art stehen als Naturdenkmale unter besonderem Schutz, die meisten im Bereich des ehemaligen Rittergutes Haus Heyde im Nordwesten von Uelzen. Dazu kommen 21 alte Exemplare der seltenen Echten Schwarz-Pappeln, von denen im Jahre 2006 in ganz NRW etwa 600 bekannt waren.

## Söhne und Töchter (Auswahl)
- Friederike von Bodelschwingh (* 1768 auf Haus Heyde in Uelzen; † 1850)
- Ida von Bodelschwingh (* 1835 auf Haus Heyde in Uelzen; † 1894)

## Trivia
Ein Stückchen Heimaterde aus Uelzen ruht seit dem Jahr 2000 zusammen mit Erde aus anderen deutschen Landen, die Abgeordnete aus ihrem Wahlkreis mitgebracht haben, im Berliner Reichstagsgebäude. Sie ist dort in einem hochbeetartigen Kasten Teil eines Kunstwerks mit dem Schriftzug „Der Bevölkerung“.